# Дуб черешчатий (пам'ятка природи, Римарівка)
Дуб черешчатий — ботанічна пам'ятка природи місцевого значення, розташована в селі Римарівка Гадяцького району Полтавської області. Була створена відповідно до Постанови Полтавської облради № 329 від 22 липня 1969 року.

## Загальні відомості
Землекористувачем є Римарівська сільська рада, площа — 0,02 гектара. Розташована в села Римарівка Гадяцького району.
Пам'ятка природи створена з метою збереження одинокого вікового дерева дуба звичайного віком 300 років. Обхват дерева на висоті 1,3 м. у 2021 році становив 465 см. Висота дерева - 28 м, висотою від землі до крони – 6 м.
Дерево посаджене жителем села Голоборщим на честь купівлі землі. У нижній східній частині стовбура дуб має дупло розмірами 1,5х1 м, що утворилося внаслідок вигорання серцевини. 